# Santo Domingo de Pirón
Santo Domingo de Pirón is een gemeente in de Spaanse provincie Segovia in de regio Castilië en León met een oppervlakte van 27,64 km². Santo Domingo de Pirón telt 62 inwoners (1 januari 2016).

## Demografische ontwikkeling
Bron: INE, 1857-2011: volkstellingen